# Marca do Norte
A Marca do Norte (em alemão:  Nordmark) foi criada a partir da divisão da vasta Marca de Gero (Marca Geronis) em 965. Inicialmente compreendia o terço norte desta (grosso modo correspondente ao moderno estado alemão de Brandemburgo) e era parte da organização territorial das regiões conquistadas aos vendos. Uma rebelião dos luticos (lutici) em 983 reverteu o controlo germânico sobre a região até à fundação da marca de Brandemburgo por Alberto, o Urso no século XII.

## Antecedentes eslavos
Durante o período das migrações dos povos bárbaros, muitos povos germânicos começaram a emigrar para a região junto à fronteira romana. No nordeste estes foram substituídos principalmente por eslavos (veletos, depois luticos). Os primeiros eslavos estiveram com certeza na região de Brandemburgo até 720, depois da chegada dos ávaros à Europa. Estes eslavos tinham chegado via Morávia, onde chegaram em meados do século VII. Os restantes germânicos sêmnones foram absorvidos por estes grupos eslavos.
O grupo de pessoas que assentaram junto do rio Espreia ficaram conhecidas como esprevanos. Assentaram a leste da linha formada pelos rios Havel e Nuthe, nas regiões atuais de Barnim e Teltow. Construíram a sua fortificação principal na confluência dos rios Espreia e Dahme em Köpenick. Os hévelos viviam a oeste da linha, nas regiões atuais de Havelland e Zauche. Foram chamados hévelos pelo antigo nome germânico do rio Hábula (Havel). O nome com que se autodenominavam era Stodoranie. Construíram a sua fortificação principal em "Brena" (moderna Brandemburgo). Os hávelos também construíram um importante posto no presente local da Cidadela de Spandau, em Berlim. Os esprevanos e hávelos não apenas entraram em guerra com os seus vizinhos germanos mas também com os seus vizinhos eslavos.

## História da Marca do Norte

### Fundação e perda, 965–983

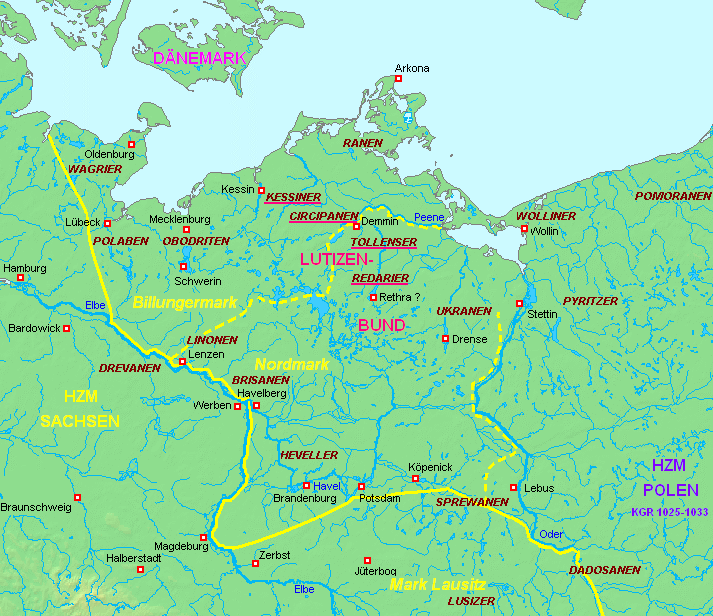
Tribos nas marcas do Norte e Bilunga ao tempo do levantamento dos luticos em 983.

Depois da Guerra Saxónica de 808, o vitorioso Carlos Magno concedeu a as tribos eslavas aliadas consigo (como os obodritas) parte das terras saxónicas entre o rio Elba e o mar Báltico. Seguiu-se um período de paz na região. Os bispados de Brandemburgo e de Havelberga foram fundados cerca de 940, iniciando-se a cristianização dos pagãos eslavos.
Henrique I da Alemanha conquistou Brandemburgo em 928-929 e impôs tributo sobre as tribos até ao rio Oder. Para 948 o seu filho Otão I tinha estabelecido controlo germano sobre os muitos pagãos restantes, que foram coletivamente referidos como eslavos ou vendos (wendos) pelos seus contemporâneos. Os assentamentos eslavos como Brena, Budišin (Bautzen), e Chotebuž (Cottbus) ficaram sob controlo germano mediante instalação de marqueses. A principal função do marquês era defender e proteger as marcas (distrito fronteiriço) do Reino da Alemanha. Depois da morte do marquês Gero, o Grande em 965, a vasta coleção de marcas (uma "super-marca") foi dividida por Otão em cinco comandos menores. A Marca do Norte foi uma destas. As outras foram a Marca Oriental, a Marca de Merseburgo, a Marca de Meissen e a Marca de Zeitz.
A rebelião de 983, iniciada pelos luticos (lutici), levou a um desmembramento factual das marcas do Norte e Bilunga bem como dos correspondentes bispados, embora se tenham eleito marqueses e bispos titulares. Até ao colapso da aliança luticos em meados do século XI, a expansão germânica em direção à Marca do Norte ficou em ponto morto e os vendos a leste do Elba permaneceram independentes durante aproximadamente 150 anos.

### Marca de Brandemburgo
No início do século XII, os reis germanos restabeleceram o controlo sobre as terras com habitantes misturados eslavos nas fronteiras orientais do Sacro Império Romano-Germânico. Em 1134, por causa da Cruzada contra os vendos de 1147, foi concedida a Marca do Norte ao magnate alemão Alberto, o Urso pelo imperador Lotário III. Os eslavos foram subsequentemente assimilados pelos colonos alemães durante o Ostsiedlung. A Igreja sob Alberto fundou dioceses, que com as suas cidades amuralhadas protegiam os cidadãos de ataques. Com a chegada de monges e bispos começava a nova história registada da cidade de Brandemburgo, de onde se desenvolveria o margraviado homónimo.
O controlo de Alberto da região foi nominal durante várias décadas, mas envolveu-se numa variedade de ações militares e diplomáticas contra os vendos. Em 1150, Alberto formalmente herdou Brandemburgo do último governante hevelli, o cristão Pribislav. Alberto e os seus descendentes da Casa de Ascânia fizeram consideráveis progressos na cristianização dos territórios capturados.

## Lista de marqueses
- Teodorico, 965–983
- Lotário, 983–1003
- Werner, 1003–1009
- Bernardo, 1009–1051
- Guilherme, 1051–1056
- Otão, 1056–1057
- Lotário Udo I, 1056–1057
- Udo II, 1057–1082
- Enrique I, 1082–1087
- Lotário Udo III, 1087–1106
- Rodolfo I, 1106–1114
- Henrique II, 1114–1128
- Udo IV, 1128–1130
- Rodolfo II, 1130–1144